# Idiops sylvestris
Idiops sylvestris är en spindelart som först beskrevs av Hewitt 1925.  Idiops sylvestris ingår i släktet Idiops och familjen Idiopidae. Inga underarter finns listade i Catalogue of Life.